# Barraques de Puigpelat
Les Barraques de Puigpelat són un conjunt de barraques del municipi de Puigpelat (Alt Camp), totes elles incloses de manera individualitzada en l'Inventari del Patrimoni Arquitectònic de Catalunya.

## Barraca I
La Barraca I està situada al camí de Bràfim a Alió. És una construcció de planta rectangular coberta amb arcades successives que comencen a partir d'1,40m d'alçada. Té una cornisa ondada i una esllavissada reparable a mà dreta. Disposa d'un portal amb arc triangulat. La seva alçada interior màxima és d'1,82 m i unes dimensions de 4m de fondària per 2m d'amplada. Disposa d'una menjadora afegida al fons que ocupa tota l'amplada interior. La barraca es pot tancar amb una porta de fusta.

## Barraca II
La Barraca II està situada al camí de Vila-rodona a Puigpelat i és una obra del municipi de Puigpelat (Alt Camp) inclosa en l'Inventari del Patrimoni Arquitectònic de Catalunya. És una sòlida construcció de planta quadrada, adossada al marge i coberta amb una falsa cúpula, la seva alçada frontal és d'1,90 m fins a la cornisa, horitzontal acabada amb pedres col·locades de pla i de més grans que la resta. És un exemplar a destacar, sencer trobat, que amb més claredat que mostra un estil de construcció que vol definir un intent de graonat rectangular. S'accedeix a l'interior mitjançant un portal amb arc de mig punt. La seva alçada interior màxima és de 3'07m i unes dimensions d'uns 3m². Hi ha una fornícula a cada costat del portal i un cocó al fons.

## Barraca III
La Barraca III és una obra del municipi de Puigpelat (Alt Camp) inclosa en l'Inventari del Patrimoni Arquitectònic de Catalunya. És una barraca de planta circular situada en un encreuament de marges. El seu portal coronat amb una llinda és d'estructura trapezoïdal. La seva cobertura és amb falsa cúpula i tanca amb una llosa. La seva alçada interior màxima és de 3'40m. El seu interior és també circular, amb un diàmetre de 3'20m. Està construïda damunt d'un rocall, que en el seu interior és parcialment rebaixat, circumstància que no fa el seu interior massa còmode per a fer-hi estades temporals.

## Barraca IV
La Barraca IV és una obra situada a la cruïlla camí de Bràfim a Alió amb el de Vila-rodona a Puigpelat inclosa en l'Inventari del Patrimoni Arquitectònic de Catalunya. La seva estructura exterior ha desaparegut gairebé totalment. Només queda l'esquelet de la seva cobertura interior. El seu portal encara sencer és acabat amb lloses col·locades en angle. Interiorment és de planta rectangular encara que la seva part posterior és d'estructura absidal. La seva cobertura és amb falsa cúpula i té una alçada màxima de 2'70m. Té una fondària de 4,25m i una amplada d'1,90 m.

## Barraca V
La Barraca V és una obra situada al camí de Vila-rodona a Puigpelat inclosa en l'Inventari del Patrimoni Arquitectònic de Catalunya. És una barraca de planta rectangular coberta amb falsa cúpula. De cornisa horitzontal té un alt de façana de 2'50m. El seu portal d'una forma trapezoïdal molt marcada i està acabat amb una llinda curta. La seva alçada interior màxima és de 2'95m i les seves dimensions interiors són de 3'26m de fondària per 2'83m d'amplada. També a l'interior hi ha tres armaris.

## Barraca VI
La Barraca VI és una obra situada al Camí de Bràfim a Alió inclosa en l'Inventari del Patrimoni Arquitectònic de Catalunya. És una barraca de planta rectangular coberta amb falsa cúpula, esfondrada. És un dels escassos exemplars amb graonat rectangular no gaire definit a la part posterior. El seu portal està acabat amb dues lloses col·locades en angle. La seva alçada interior màxima aproximada és de 3'50m i les seves dimensions són de 4m de fondària per 2'65m d'amplada. Disposa d'un cocó exterior rematat com el portal amb lloses col·locades en angle.

## Barraca VII
La Barraca VII és una obra del Camí de Bràfim a Alió inclosa en l'Inventari del Patrimoni Arquitectònic de Catalunya. És una barraca de planta circular coberta amb falsa cúpula. Té una gran acumulació de pedra sobrera a la seva part posterior. Un marge arrenca del seu lateral esquerre. El seu portal queda acabat amb una llinda curta. La seva alçada de façana és de 2'70m. Les seves mides interiors són de 3'66m de fondària per 1'71m d'amplada. L'obra de les parets interiors és amb pedra grossa irregular fins a una alçada d'1,50m d'alçada, on comencen les voltes de la cúpula.

## Barraca VIII
La Barraca VIII és una obra al Camí de Bràfim a Alió inclosa en l'Inventari del Patrimoni Arquitectònic de Catalunya. Barraca de planta rectangular coberta amb una singular volta de llisars prims ben encaixats. La seva cornisa és horitzontal amb una alçada de 2'50m. El seu portal és rematat amb una llinda curta. La seva alçada interior màxima és de 2'64m amb una estructura navicular. Les seves mides són de 5'16m de fondària per 2'30m d'amplada. Hi ha una menjadora afegida.

## Barraca IX
La Barraca IX és una obra del Camí de Vila-rodona a Puigpelat inclosa en l'Inventari del Patrimoni Arquitectònic de Catalunya. És una barraca de planta rectangular coberta amb falsa cúpula. Cornisa lleugerament ondada amb alçada màxima de 2'10m. El seu portal és acabat amb una llinda i tancat amb una porta de fusta. La seva alçada interior màxima és de 2'61m amb unes dimensions de 2'48m de fondària per 1'88m d'amplada. La falsa cúpula tanca amb dues lloses. L'interior té les parets arrebossades.

## Barraca X
La Barraca X és una obra del Camí de Vila-rodona a Puigpelat inclosa en l'Inventari del Patrimoni Arquitectònic de Catalunya. Barraca de planta rectangular, coberta amb arcades successives. La seva cornisa és ondada i fortament pronunciada amb una alçada màxima de 2'40m. El seu portal és acabat amb un arc de mig punt i tanca amb una porta de fusta. La seva alçada interior màxima és de 2m i les seves dimensions són de 4'40m de fondària per 2'50m d'amplada. Les arcades de la volta comencen a una alçada d'1,25 m.

## Barraca XI
La Barraca XI és una obra del Camí de Vila-rodona a Puigpelat inclosa en l'Inventari del Patrimoni Arquitectònic de Catalunya. És una construcció de planta rectangular, adossada al marge i coberta amb falsa cúpula. Façana de cornisa horitzontal amb una alçada de 2'08m. S'accedeix a l'interior mitjançant un portal acabat amb llinda i arc de descàrrega. La seva alçada interior màxima és de 2'90m i les seves mides són fondària 4m i amplada de 2'57m. La cúpula clou amb quatre grans lloses.

## Barraca XII
La Barraca XII és una obra del Camí de Vila-rodona a Puigpelat inclosa en l'Inventari del Patrimoni Arquitectònic de Catalunya. És una barraca de planta rectangular adossada al marge i coberta amb falsa cúpula. La façana és de cornisa horitzontal amb una alçada de 2'80m. Disposa d'un portal acabat en arc de mig punt. L'alçada interior màxima és de 3'20m i les dimensions interiors són 2'70m de fondària i 2'23m d'amplada. La cúpula tanca amb dues lloses.

## Barraca XIII
La Barraca XIII és una obra del municipi de Puigpelat (Alt Camp) inclosa en l'Inventari del Patrimoni Arquitectònic de Catalunya. És una barraca de planta rectangular i coberta amb falsa cúpula. Cornisa horitzontal, amb una alçada de façana de 2'60m. Té un portal amb arc de mig punt recentment reforçat. A la seva esquerra hi ha un pedrís també fet a sec. Una part de la paret frontal i l'interior estan arrebossades. L'alçada interior màxima és de 2'62m i les seves dimensions són 2'63m de fondària i 2'38m d'amplada.

## Barraca XIV
La Barraca XIV és una obra de Puigpelat (Alt Camp) inclosa en l'Inventari del Patrimoni Arquitectònic de Catalunya. És una petita construcció de planta rectangular, coberta amb falsa cúpula. De cornisa horitzontal i amb una alçada de façana de 2'18m. El portal d'entrada és acabat amb llinda. L'alçada interior màxima és de 2'30m. Les dimensions interiors són 1'45m de fondària i 1'90m d'amplada. La cúpula interior tanca amb una llosa.

## Barraca XV
La Barraca XI és una obra de Puigpelat (Alt Camp) inclosa en l'Inventari del Patrimoni Arquitectònic de Catalunya. És una barraca de planta rectangular i coberta amb falsa cúpula. Cornisa horitzontal amb alçada d'1,27 m. Portal rematat amb llinda. Alçada interior màxima de 2'95m. Les dimensions interiors són 2'52m de fondària i 2'70m d'amplada. Disposa d'una cisterna annexa.

## Barraca XVI
La Barraca XVI és una obra situada a Los Bastars de Puigpelat (Alt Camp) inclosa en l'Inventari del Patrimoni Arquitectònic de Catalunya. És una barraca construïda a l'interior d'un gran marge isolat i rematat amb pedres col·locades al rastell, té esllavissades en alguns punts. La cornisa damunt del portal està afectada, així com la part superior del portal. L'alçada a l'indret del portal és d'1,71 m. Originàriament el portal deuria estar acabat amb llinda, posteriorment un tronc podrit. La cobertura de la construcció és obrada amb arcades successives que comencen a una alçada d'1,50m. La seva alçada màxima és d'1,97m i té una fondària de 2'63m i una amplada de 2'70m. L'interior disposa de dos armaris i un cocó.

## Barraca XVII
La Barraca XVII és una obra situada a Los Bastars de Puigpelat (Alt Camp) inclosa en l'Inventari del Patrimoni Arquitectònic de Catalunya. És una construcció de planta rectangular coberta amb arcades successives que comencen a una alçada d'1,30 m. És de cornisa horitzontal i el seu portal és acabat amb uns troncs que fan llinda. És un portal obert, perquè no presenta cap racó ni a dreta ni a esquerra, per això es pot considerar com un aixopluc. Interiorment té una fondària de 3m i una amplada d'1,80 m. El seu interior estava ple de pots i deixalles, tot estava brut i abandonat.

## Barraca XVIII
La Barraca XVIII és una obra situada al Camí de Vila-rodona a Puigpelat inclosa en l'Inventari del Patrimoni Arquitectònic de Catalunya. És un petit aixopluc obrat en un marge. La seva cobertura està solucionada mitjançant la superposició de lloses de mida considerable. El seu portal queda tancat per una grossa llinda. Alçada 0'80m. La seva alçada interior màxima és d'1m. Té una fondària d'1,17 m i una amplada d'1,40 m.

## Barraca XIX
La Barraca XIX és una obra situada al Camí de Bràfim a Alió del municipi de Puigpelat (Alt Camp) inclosa en l'Inventari del Patrimoni Arquitectònic de Catalunya. És una barraca de planta rectangular arrambada al marge i coberta amb falsa cúpula que tanca amb diverses lloses. És una façana horitzontal amb una alçada de 2m. El portal queda rematat amb una llinda. L'alçada interior màxima és de 3'04m. Les dimensions interiors són de 3'60m de fondària per 1'94m d'ample. Cap rellevància a l'interior llevat de l'arrodoniment de les seves cantoneres.

## Barraca XX
La Barraca XX és una obra situada a prop cruïlla camí d'Alió i camí de Puigpelat inclosa en l'Inventari del Patrimoni Arquitectònic de Catalunya. Barraca arrecerada al marge. Exteriorment és de planta rectangular, mentre que el seu interior és circular. El seu portal és d'angle i construït amb quatre lloses com tots els d'aquestes característiques. La seva cobertura és feta amb una molt ben construïda falsa cúpula tancada amb una llosa. La seva alçada màxima és de 2'85m. El seu diàmetre interior és de 2'50m. S'ha mantingut sencera fins al 1996, en que una forta esllavissada va afectar la seva cara nord.

## Barraca XXI
La Barraca XXI és un edifici situat a prop de la cruïlla del camí d'Alió i camí dels Bastars a Puigpelat (Alt Camp) inclosa en l'Inventari del Patrimoni Arquitectònic de Catalunya. És una construcció arrecerada al marge. El seu portal d'angle està format per quatre lloses. La seva coberta és construïda amb falsa cúpula i tanca amb diverses lloses. La seva alçada interior màxima és de 3'37m. Les seves mides interiors són de 2'17m de fondària per 3'18m d'ample. Presenta fortes esllavissades.